# Дубицкий, Валентин Викентьевич
Валентин Викентьевич Дубицкий (1906—1964) — советский деятель оборонно-промышленного комплекса, директор Электромеханического завода «Авангард».

## Биография
Родился в 1906 году в Санкт-Петербурге. Член КПСС.
С 1932 года — на хозяйственной, общественной и политической работе. В 1932—1964 гг. — на инженерных должностях в Рабоче-Крестьянской Красной Армии, участник Великой Отечественной войны, инженер-полковник, начальник отдела, начальник технической инспекции по контролю за качеством и комплектацией продукции КБ-11, директор электромеханического завода «Авангард», заместитель начальника КБ-11 по серийному производству, главный инженер НИИ-1011 в Снежинске, заместитель начальника отдела Ленигпростроя.
Умер в Ленинграде в 1964 году.